# DiEM25

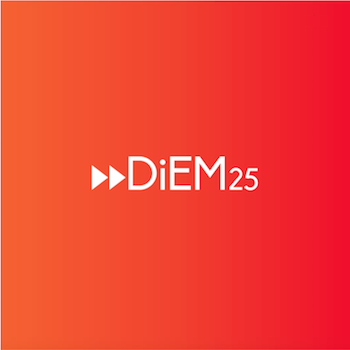
Logo van DiEM25

De Democracy in Europe Movement 2025, of DiEM25, is een Europese politieke alliantie opgericht in 2016 door een groep Europeanen, inclusief voormalig Griekse minister van financiën Yanis Varoufakis en Kroatisch filosoof Srećko Horvat.
De beweging werd officieel voorgesteld op 9 februari 2016, tijdens een plechtigheid in het Volksbühne-theater in Berlijn op 9 februari 2016 en op 23 Maart in Rome.
DIEM25 stelt zich het volgende ten doel: alter-globalisatie, sociale ecologie, ecofeminisme, post-growth en post-kapitalisme. Implementatie van een universeel basisinkomen wordt breed gesteund door haar leden. Volgens DiEM25 kent het hedendaagse Europa vijf grote problemen: de schuldencrisis, de bankcrisis, de extreem lage investeringen, de vluchtelingencrisis en armoede. Om dit democratisch tekort op te lossen, wil DiEM25 de Europese instituten hervormen, met als streefdatum 2025 om dit te voltooien dan wel voldoende op gang te hebben gebracht.

## Doelen
DiEM25 is van mening dat de Europese burgers de kans moeten grijpen om politieke organisaties op pan-Europees niveau op te richten. Volgens haar analyse is de beweging van mening dat het model van nationale partijen die fragiele allianties vormen in het Europees Parlement achterhaald is en dat een pan-Europese beweging noodzakelijk is om de grote economische, politieke en sociale crises in het Europa van vandaag het hoofd te bieden. Volgens de beweging dreigen deze crises Europa te desintegreren en vertonen zij kenmerken die vergelijkbaar zijn met die van de Grote Depressie van de jaren dertig van de vorige eeuw.
DiEM25 streeft naar de creatie van een meer democratisch Europa. Zij zien de Europese Unie verworden tot een technocratische superstaat, die per decreet wordt geregeerd. In plaats daarvan wil DiEM25 van Europa een unie van mensen maken die door democratische instemming wordt geregeerd, door middel van een beleid van decentralisatie. DiEM25 noemt acht verschillende elementen van Europees bestuur door dwang, waarvan het eerste de "hit-squad inspectoraten zijn en de Trojka die zij samen met ongekozen 'technocraten' van andere internationale en Europese instellingen hebben gevormd". Daaraan toevoegend dat de gevestigde orde “de democratie minacht” en dat “alle politieke autoriteit [moet komen] van Europa’s soevereine bevolking.”
DiEM25 wil fungeren als een overkoepelende organisatie, die linkse partijen, grassroots protestbewegingen en "rebelse regio's" verzamelt om een gezamenlijk antwoord te ontwikkelen op de vijf crises waar Europa vandaag de dag mee te maken heeft, namelijk schulden, banken, armoede, lage investeringen en migratie. Verder wil DiEM25 de EU instituties, origineel ontworpen om de industrie te dienen, hervormen zodat ze volledig transparant zijn en dienend voor burgers binnen de Europese Unie. Uiteindelijk stelt DiEM25 zich voor dat Europese burgers een democratische grondwet voor de Europese Unie schrijven.
Door een bottom-up benadering via het mobiliseren vanuit de basis wil zij de bestaande instellingen van de Europese Unie hervormen tot een "volwaardige democratie met een soeverein Parlement dat de nationale zelfbeschikking respecteert en samenwerkt met nationale parlementen, regionale assemblees en gemeenteraden" ter vervanging van de "Brusselse bureaucratie".
De beweging wordt onder meer gesteund door de vooraanstaande Amerikaanse taalkundige en politiek activist Noam Chomsky, de Italiaanse filosoof Antonio Negri, de Amerikaanse antropoloog Charles Nuckolls, de Amerikaanse econoom James K. Galbraith en voormalig Labour-parlementslid Stuart Holland. Diverse personen, waaronder Julian Assange, filmregisseur Ken Loach, parlementslid Caroline Lucas van de Groene Partij, de Britse Labour politicus John McDonnell, de Nederlandse socioloog Saskia Sassen, Franco Berardi en de Sloveense filosoof Slavoj Žižek maken deel uit van het adviesorgaan.

## Beleid
De democratisering van Europa is de motiverende kracht achter DiEM25. Het uiteindelijke doel is het bereiken van een Europa van rede, vrijheid, tolerantie en verbeelding, hetgeen mogelijk zal worden gemaakt door alomvattende transparantie, werkelijke solidariteit en authentieke democratie.
DiEM25's prioriteiten zijn:
1. Volledige transparantie in de besluitvorming (b.v. live-streaming van de vergaderingen van de Europese Raad, ECOFIN en de Eurogroep, volledige openbaarmaking van documenten over handelsbesprekingen, publicatie van de notulen van de ECB.)[15]
2. De urgente herschikking van bestaande EU-instituties ter vorming van innovatief beleid dat de crises van schulden, banken, ontoereikende investeringen, toenemende armoede en migratie echt aanpakt.[16]

## Europese New Deal
In de Europese New Deal van DiEM25 komen de volgende kwesties aan bod:
- Het temmen van financiën door het reguleren van het bankwezen en het opzetten van een nieuw openbaar digitaal betalingsplatform dat een einde maakt aan het monopolie van banken op het betalingsverkeer in Europa.
- Een einde maken aan precariteit door een programma voor armoedebestrijding, een programma voor sociale huisvesting en een programma voor werkgarantie.
- Om de euro te herstellen en de Eurozone te redden, moet een einde worden gemaakt aan bezuinigingen die zelfvernietigend werken, en moeten de kosten van het uiteenvallen van de eurozone, waar dat al gebeurd is, tot een minimum worden beperkt.
- Pan-Europese coördinatie tussen landen van de eurozone en landen buiten de eurozone om het herstel van Europa te maximaliseren, de economische en sociale resultaten in heel Europa te optimaliseren, en de belangrijkste milieu- en sociaaleconomische factoren aan te pakken die onvrijwillige massale migratie veroorzaken.
- Groene investeringen waarbij centrale bank operaties worden gekoppeld aan programma's voor overheidsinvesteringen en de nieuwe openbare digitale betalingsplatforms.
- Een universeel basisdividend dat de economie kan democratiseren en een weg kan banen naar een postkapitalistische economie.

## Green New Deal voor Europa
De Green New Deal voor Europa is een beleidsplatform dat put uit de kennis en ervaringen van onderzoekers, activisten, praktijkmensen en gemeenschappen in heel Europa. Het baanbrekende beleidsrapport van de coalitie, de Blauwdruk voor een rechtvaardige overgang in Europa, brengt het beleid en de strategieën in kaart die nodig zijn om de rechtvaardige transitie in heel Europa tot een realiteit te maken.
De voorstellen zijn onderverdeeld in vier thema's:
- De introductieroute naar de 'Green New Deal voor Europa' verkent de organisatie- en mobilisatiestrategieën aan de basis die de agenda voor een rechtvaardige transitie vooruit kunnen helpen.
- De Groene Openbare Werken[17] is een investeringsplan om Europa's groene transitie aan te drijven en tegelijkertijd een rechtvaardige, gelijke en democratische economie op te bouwen.
- Milieu-Unie is een nieuw regelgevend kader voor de rechtvaardige transitie, waarbij Europa's wetten op één lijn worden gebracht met de wetenschappelijke consensus en wetgeving voor duurzaamheid en solidariteit.

De Commissie voor Milieurechtvaardigheid is een onafhankelijk orgaan dat onderzoek zal verrichten, toezicht zal houden en EU-beleidsmakers zal adviseren om de zaak van milieurechtvaardigheid in heel Europa en over de hele wereld te bevorderen.

## Agenda
De beweging stelt een Progressieve Agenda voor Europa voor, waarvoor DiEM25 gemeenschappelijke whitepapers ontwikkelt die rond acht pijlers zijn gecentreerd. Elk whitepaper wordt opgesteld met inbreng van alle leden van DiEM25 en een reeks deskundigen op de respectieve gebieden.
1. Transparantie: Invoering van transparant bestuur in heel Europa, om de ondoorzichtigheid van de vergaderingen en topontmoetingen van de Europese instellingen aan de kaak te stellen en te beëindigen, en er tevens voor te zorgen dat alle relevante documenten en protocollen van handelsbesprekingen openbaar worden gemaakt. In maart 2016, slechts een maand na de lancering van de beweging, werd de campagne 'Transparency in Europe Now!'[20] opgezet, die eiste dat alle EU-besluitvorming plaatsvindt onder het toezicht van haar burgers.
2. Vluchtelingen en Migratie: DiEM25 roept de Europeanen en hun gekozen vertegenwoordigers op om de EU-Turkije overeenkomst af te wijzen, en zo een einde te maken aan de praktijk van de EU om "mensenlevens en humanitaire basisprincipes op te offeren op het altaar van het sussen van xenofoben en ultranationalisten".[21] Het primaire doelwit van deze campagne is de controversiële EU-Turkije overeenkomst, die op 20 maart 2016 in werking trad. Deze overeenkomst was de laatste in een lange rij van ontwikkelingen in de betrekkingen tussen de EU en Turkije. Onvrijwillige migratie is een enorme crisis waar Europa mee te maken krijgt. Bij gebrek aan banen of vooruitzichten in eigen land, trekken Europeanen weg omdat ze wel moeten. DiEM25 is van mening dat muren en hekken niet de oplossing zijn en dat alleen gezamenlijke investeringen een einde kunnen maken aan de crisis van precariteit bestaansonzekerheid.
3. De Europese New Deal: Rationalisering van de Europese economie in lijn met de initiatieven zoals hierboven geschetst onder DiEM25's Beleid. Europa wordt geteisterd door chronische crises: schulden, banken, armoede, investeringen, en onvrijwillige migratie. DiEM25 wil progressieve krachten in heel Europa verenigen om oplossingen voor deze crises te ontwikkelen en vervolgens te mobiliseren om deze te verwezenlijken.[22] Jarenlang heeft het establishment van de EU gedaan alsof de crises voorbij waren, zichzelf feliciterend met het oplossen van de problemen die zij in de eerste plaats zelf hadden gecreëerd. Maar de crises zijn niet alleen niet verdwenen, integendeel, ze zijn verergerd.
4. Arbeid: vraagstukken rond arbeid, technologie, werkgelegenheid en inkomensverdeling, het overstijgen van het kapitaal/arbeidscontract, en basisinkomen.
5. Ecologische Transitie: Verbeelding van een postkapitalistisch economisch en sociaal model, zoals hierboven geschetst, in het deel over de Green New Deal for Europe[23]
6. Een Europese Grondwet: Verbeelding van een democratische pan-Europese grondwet en de manier waarop die tot stand zou kunnen worden gebracht.
7. Technische Soevereiniteit: DiEM25 gelooft dat technologische vooruitgang hand in hand kan gaan met politieke en sociale vooruitgang - door het menselijk welzijn centraal te stellen bij alle technologische veranderingen. Daarom zijn de belangrijkste doelstellingen de totstandbrenging van een 'digitaal gemenebest' in Europa om de macht van platformmonopolies tegen te gaan, alsmede de democratisering van innovatie te bevorderen. Technologiemonopolies hebben een enorme macht verworven om de perceptie van kennis en informatie vorm te geven, terwijl zij tegelijkertijd elke democratische verantwoording van die macht uit de weg gaan. Sinds technologie een centraal machtsprincipe is geworden in de huidige samenleving, moet elke macht uiteindelijk toebehoren aan de soevereine burgers van een vertechnologiseerde samenleving. De Tech Pijler promoot een ambitieus plan om Technologische Soevereiniteit[24] te bereiken, wat wordt gezien als het recht van burgers, terwijl het agentschap wordt gegeven aan democratische instellingen om zelfbepaalde keuzes te maken met betrekking tot technologie en technologische innovatie.
8. Visie voor Cultuur: Vanaf het begin heeft DiEM25 kunst en cultuur een centrale plaats gegeven in haar visie op een democratisch Europa. De aanhoudende crisis in Europa is niet alleen economisch, noch alleen politiek. We worden ook geconfronteerd met een ernstige crisis van de cultuur: "de desintegratie, vernietiging of opschorting van sommige basiselementen van het sociaal-culturele leven". De missie van de Beweging is gewijd aan het ontwikkelen van een nieuwe visie op cultuur in Europa en het bieden van een platform voor de uitdrukking daarvan; dit alles op een manier die mensen verbindt in plaats van verdeelt.[25]

## Brexit
DiEM25 wil een Europese breuk voorkomen. Zij noemt het opkomende extremistische nationalisme en de zogenaamde Brexit en Grexit als oorzaken van de versplintering van Europa. In de aanloop naar het Brexit-referendum werkte DiEM25’s medeoprichter Yanis Varoufakis samen met de leider van de Britse Labourpartij Jeremy Corbyn om te pleiten dat Groot-Brittannië in de Europese Unie zou blijven. Varoufakis benoemde de speciale concessies die de Europese Unie in februari 2016 aan het Verenigd Koninkrijk had gedaan als bewijs van Europese desintegratie. Na de Leave-overwinning in het Brexit-referendum besloten DiEM25-leden de inwerkingtreding van artikel 50 te steunen op voorwaarde dat het Verenigd Koninkrijk de EU zou verlaten onder een Noorwegen+-overeenkomst, met behoud van de vrijheid van verkeer en toegang tot de interne markt. In het licht van de weigering van de Britse regering om over een dergelijke overeenkomst te onderhandelen, stemden de leden van DiEM25 in oktober 2018 voor de lancering van een campagne, "Take a Break from Brexit", waarin werd opgeroepen tot een verlenging van de onderhandelingsperiode, op grond van de bepalingen van artikel 50 Echter, in weerwil van het officiële standpunt van de beweging,verzette Varoufakis zich publiekelijk tegen de verlenging en in mei 2020, een paar maanden na de nederlaag van Jeremy Corbyn, verklaarde hij zich voorstander van een no deal Brexit aan het einde van de transitie fase.

## 2019 Europese verkiezingen
DiEM25 wilde de eerste transnationale politieke partij oprichten en is in mei 2017 begonnen met het bespreken van het leiden van een dergelijke partij in de 2019 verkiezingen voor het Europees Parlement.
Varoufakis verklaarde dat het in sommige landen zou samenwerken met nationale partijen die het eens zijn met de DiEM25-agenda, zoals Razem in Polen of The Alternative in Denemarken, terwijl DIEM25 in andere landen zou kunnen besluiten om los van bestaande partijen mee te doen.
In 2019 werkte deze transnationale partij onder de naam Europese Lente.
DiEM25 steunt de petitie "Transparancy in Europe Now!", waarin wordt gevraagd om het live uitzenden van de vergaderingen van belangrijke Europese instellingen, een uitgebreide lijst van alle Brusselse lobbyisten en de elektronische publicatie van alle TTIP onderhandelingsdocumenten. DiEM25 beschrijft zichzelf als internationalistisch en promoot een buitenlands beleid waarbij niet-Europeanen een "doel op zich" zijn.

## Structuur
DiEM25 bestaat uit vier onderdelen, namelijk een Coördinerend Collectief (CC), een Validatieraad (VC), DiEM25 Spontane Collectives (DSC's) en een Raad van Advies. Om geld in te zamelen, maakt DiEM25 gebruik van crowdfunding. Het Coördinerend Collectief telt twaalf leden die wekelijks bijeenkomen om de acties van DiEM25 te leiden. DiEM25 organiseert elke zes maanden een elektronische stemming, zodat alle DiEM25 leden de helft van de zetels van het CC kunnen vernieuwen. Leden van het Coördinerend Collectief kunnen niet tegelijkertijd lid zijn van een andere politieke partij, of een actieve ministers- of parlementslid post bekleden.
De Validatieraad telt 100 deelnemers die toezien op goed gedrag van DiEM25-leden, beslissingen nemen wanneer urgentie en tijd een digitaal referendum over het lidmaatschap niet toelaten en die de voorstellen van het Coördinerend Collectief valideren. Elk DiEM25-lid kan zich aanmelden om lid te worden van de VC; DiEM25 selecteert de zetels van de Validatieraad door middel van loting. Net als bij de stemming van het Coördinerend Collectief, organiseert DiEM25 elke zes maanden een selectie voor de helft van de zetels van de VC.
DiEM25 Spontane Collectieven organiseren zichzelf om de doelen van DiEM25 te bevorderen. DSC's vormen zich op basis van affiniteit en gemeentelijke, regionale of nationale locatie, die face-to-face of online bijeenkomen.
De Raad van Advies adviseert DiEM25, het Coördinerend Collectief en de Validatieraad kiezen gezamenlijk adviseurs op basis van hun erkende prestaties en expertise in hun vakgebied (o.a. artistiek, politiek en academisch).

### Verkiezingspolitiek
Dit gedeelte gaat over de electorale vleugels (politieke partijen die onderdeel kunnen zijn van de beweging) en de verkiezingssamenwerking voor de verkiezingen Europees Parlement in 2019. Voor de Spaanse verkiezingssamenwerking voor de verkiezingen Europees Parlement in 2014, die niet geassocieerd is met DIEM25, zie Europese Lente (Spaanse verkiezingssamenwerking).
Diem25 streeft naar zogenoemde electorale vleugels, die als partijen een middel vormen van de beweging om aan verkiezingspolitiek deel te nemen en haar programma in te brengen ter stemming. Momenteel is er één vastgestelde electorale vleugel: MeRA25 in Griekenland, die bij de Parlementsverkiezingen in 2019 met 9 zetels in het Griekse parlement kwam.

### Europese parlementsverkiezing 2019
Vanaf de oprichting heeft DiEM25 zich aangesloten bij nationale politieke partijen die het eens zijn met de DiEM25-agenda. Vanuit deze alliantie richtte DiEM25 in 2018 een kieslijst op voor de verkiezingen voor het Europees Parlement van 2019 onder de naam Europese Lente die in 2019 zichzelf neerzette als een transnationale Europese politieke partij.
Op 25 november 2018 werd Varoufakis gekozen als Spitzenkandidat voor DiEM25 bij de verkiezingen voor het Europees Parlement in 2019. Hij heeft daarna besloten om op de kandidatenlijst van 'Demokratie in Europa', een Duitse afdeling van Varoufakis’ beweging Democracy in Europe Movement 2025 (DiEM25) te staan en werd met een grote meerderheidgekozen.

## Ontvangst in de pers, kritiek en ontwikkelingen
De lancering van het initiatief kreeg ruime aandacht in de internationale pers. De toonaangevende Europese media gaven in hun verslagen de daaropvolgende dagen zowel het potentieel van de beweging, als de grote tegenstrijdigheden waarmee zij wordt geconfronteerd, weer. Varoufakis werd door de pers gevraagd over de relatie tussen zijn initiatief en de voorstellen die er zijn van de kant van andere leiders van Europees links om de zogenaamde "crisis van het neoliberalisme" aan te pakken, namelijk het standpunt van Oskar Lafontaine in Duitsland en Jean-Luc Mélenchon in Frankrijk, voor een herstel van de soevereiniteit en een terugkeer naar de nationale munteenheden, waarbij de euro wordt losgelaten. Op dit punt, dat wellicht het meest omstreden is vanwege de confrontatie van tegengestelde standpunten binnen Europees links, heeft Varoufakis ondubbelzinnig een terugkeer van soevereiniteit naar de natie-staten afgewezen. Integendeel, de nadruk van zijn beweging zou liggen op de herpolitisering van Europa als een eenheid en op de democratisering van haar instellingen als een manier om om te gaan met tendensen van scheiding, fragmentatie, concurrentie en isolement.
In een artikel getiteld "Varoufakis' kleine Internationale gegen Kapitalismus" ("Varoufakis' kleine Internationale tegen het kapitalisme"), suggereerde de conservatieve Duitse krant Die Welt dat Varoufakis' voorstellen "Europa uit elkaar zouden rijten in plaats van het te genezen". In het bericht over de lancering van DiEM25 suggereert de krant dat dit initiatief een product is van Varoufakis die "verbitterd" is door de afwijzing van zijn ideeën. Volgens het artikel zou Varoufakis niet hebben kunnen accepteren dat zijn collega's hem niet wilden volgen en zou hebben geconcludeerd dat hij internationale allianties nodig had omdat hij er niet in was geslaagd zichzelf op nationaal niveau te manifesteren. Terwijl in Hongarije of Polen de conservatieve sectoren inzetten op emancipatie, zou Varoufakis proberen in heel Europa een alliantie te vormen om de linkse politiek te verdedigen.
In november 2017 werd door de leden van DIEM25's Europese lente besloten tot het instellen van Electorale Vleugels, zodat men kon deelnemen aan verkiezingen in de verschillende landen in Europa. Inmiddels hebben Duitsland, Frankrijk, Spanje en Griekenland Electorale Vleugels. Nadat het op een haar na gelukt was een zetel te bemachtigen in het Europese Parlement deed MeRA25 mee aan de Griekse Parlementaire verkiezingen in 2019 en kwam met 9 zetels in het Griekse Parlement. MeRa25, met Yanis Varoufakis als partijleider, is onderdeel van DiEM25, de Europese Lente en de Progressive International.

## Prominente deelnemers
- Yanis Varoufakis
- Lode Vanoost[38]
- Srećko Horvat
- Julian Assange[39]
- Noam Chomsky[39]
- Brian Eno[39]
- Julien Bayou
- James K. Galbraith[39]
- Susan George
- Boris Groys
- Ken Loach[39]
- Antonio Negri
- Saskia Sassen[39]
- Slavoj Žižek[40]